# Trigonopeltastes geometricus
Trigonopeltastes geometricus är en skalbaggsart som beskrevs av Hermann Rudolph Schaum 1841. Trigonopeltastes geometricus ingår i släktet Trigonopeltastes och familjen Cetoniidae. Inga underarter finns listade i Catalogue of Life.